# علي أكبر ناطق نوري
علي أكبر ناطق نوري (مواليد نور - مازندران، 1944م (1322 هجري شمسي)) هو عالم وسياسي إيراني. كان وزير الداخلية في إيران منذ عام 1981 إلي 1985 ، ثم أصبح المتحدث باسم مجلس الشوري الايراني لمدة أربعة سنوات. رشح نفسه في الانتخابات الرئاسية الإيرانية عام 1997، وهي الانتخابات التي فاز فيها محمد خاتمي، وحصل فيها على 25 بالمائة من الأصوات، وحل في المرتبة الثانية.

## النشأة والدراسة
ولد علي أكبر ناطق نوري في مدينة نور، في محافظة مازندران، يوم 6 أكتوبر 1944، ونشأ في كنف أسرة متدينة. كان والده ابوالقاسم ناطق نوري من علماء الدين وكان مناضلاً ضد النظام القائم آنذاك.
انتقل مع والده إلى طهران وكان عمره عشرة سنوات، فأكمل دراسته الابتدائية وهو في عمر الخامسة عشر، ثم بدأ دراسته الدينية، وبعد انتهائة من دورة المقدمات دخل الحوزة العلمية في قم وتتلمذ هناك علي يد آيت الله حسين البروجردي ومن بعده علي يد آيت الله خميني. وأكمل دراسته في البحث الخارج (مرحلة الدراسات العليا في الحوزة) في الفقه والاصول وتخرج من الحوزة عام 1970 (1349 هجري شمسي).
ثم دخل كلية الإلهيات والمعارف الإسلامية في جامعة طهران ودرس علي يد علماء كبار منهم آيت الله مرتضي المطهري وآيت الله أحمد مجتهدي طهراني، وحصل هناك على درجة البكالوريوس في الفلسفة.

## موقفه من نظام الشاه
إنطلق نشاطه النضالي ضد الشاه منذ عام 1963. كان له نشاطات سياسية مستمرة، فكان ينشر بيانات الزعيم روح الله الخميني، الذي كان في المنفاه في باريس، وكان يلقي خطابات شديد اللهجة ضد النظام في المساجد والمدارس، ولذلك تعرض للاعتقال من قبل سافاك عدة مرات، ولكنه كان يستأنف نشاطاته بعد الإفراج عنه، ثم اضطر للهجرة إلى لبنان ومن بعدها إلى سورية وبقي هناك حتي انتصار الثورة الإسلامية عام 1979 وعودة آية الله الخميني من المنفاه إلي إيران.

## مناصبه
بعد انتصار الثورة الإسلامية تولي مناصب ومهام عدة، ففي البداية أصبح ممثل الامام الخميني في مؤسسة جهاد البناء، ثم عُين وزير الداخلية في إيران بين عامي واحد وثمانين وخمسة وثمانين.
ثم شغل منصب رئيس البرلمان الإيراني من 1992م إلى 2000م. وكان مرشحا في الانتخابات الرئاسية الإيرانية في عام 1997. فتنافس مع محمد خاتمي ومحمد ري شهري ورضا زواره‌اي. فاز محمد خاتمي في هذه الانتخابات. ونال ناطق نوري ما يقرب من سبعة ملايين صوت (25 بالمائة من الأصوات)، بينما نال خاتمي عشرين مليون صوت (69 بالمائة من الأصوات).
فحل في المرتبة الثانية.
يعمل حاليًا مستشارًا للمرشد الأعلى علي خامنئي. وهو أيضا عضوا في مجمع تشخيص مصلحة النظام منذ تأسيسه. تولى منصب المفتش العام في مكتب المرشد الاعلي منذ عام 1989 .
يقول السيد خامنئي عنه: «انّ السيد ناطق نوري هو من شخصيات الثورة الخدومة وقد قدم خدمات عديدة، ولا شك إطلاقاً في حبه لهذا النظام والثورة.»

## زياراته
- زار مصر في عام 2010 م.[9]